# Exhale
Cet article concerne le groupe de musique suédois. Pour la chanson de Whitney Houston, voir Exhale (Shoop Shoop).
Exhale est un groupe suédois de deathgrind, originaire de Jönköping. Formé en 2004, le groupe compte à son actif trois albums, produits par trois labels différents, une démo, et un single.

## Biographie

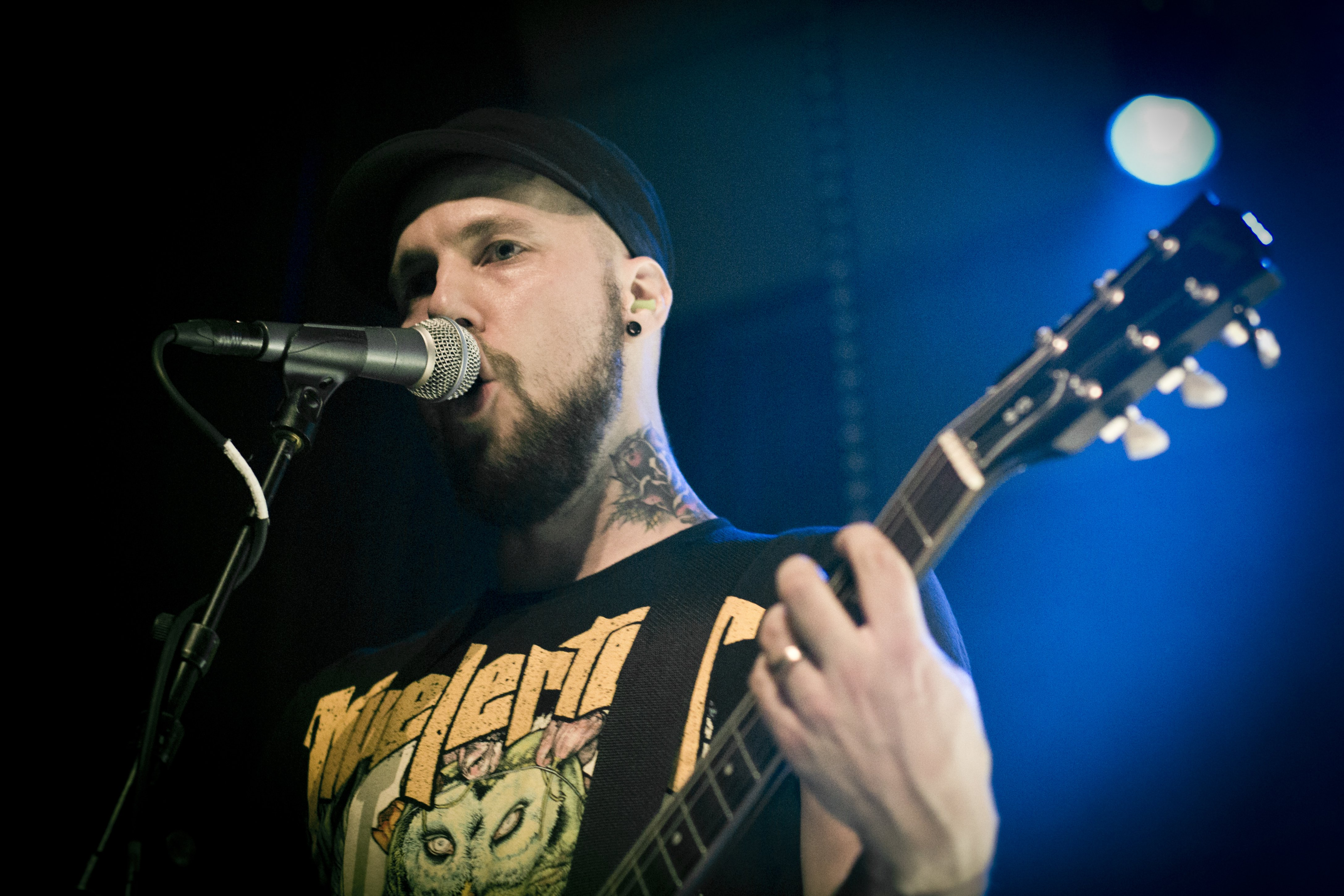
Exhale au Elements of Rock en 2012.

Exhale est formé en 2004 à Jönköping, de l'association d'un jeune guitariste, Johan Ylenstrand (qui deviendra le bassiste d'Inevitable End en 2010), et d'un batteur, Gustav Elowson (batteur de Crimson Moonlight). Après avoir composé, ils prennent le chemin du studio en s'armant d'un chanteur (Ulf) et d'un bassiste, Karl. Karl ne reste que le temps d'enregistrer leur première démo, Die Inside, et quitte le groupe au profit du nouveau bassiste, Johan F.
En été 2005, Exhale offre quelque concerts, ce qui leur vaut un engagement pour l'enregistrement d'un album complet avec Acoustic Trauma Recordings, engagement qui est par la suite rompu, pour cause de problèmes personnels avec le label. Le groupe signe peu après avec Emetic Releases, qui leur permet de sortir leur premier album studio, Prototype, en 2006,,. Ulf quitte le groupe juste après, et Peter reprend le flambeau. Après une tournée en Europe en 2006 et une visite aux États-Unis en 2007, le groupe engage un deuxième guitariste, Viktor, qui laisse sa place aussitôt à Andreas. Suit une tournée en Suède en 2008, et l'écriture d'un nouvel album, ainsi que la recherche d'un nouveau label d'enregistrement. 
En 2010, par le biais du label Dark Balance Records, Exhale signe l'album Blind, résolument grindcore et chaotique. En mars 2012, le groupe joue au Elements of Rock. En décembre 2012, Exhale signe au label Pulverised Records, auquel ils prévoient un nouvel album au début de 2013, intitulé When Worlds Collide. En 2013, ils signent également au label Power it Up pour la distribution de leur album. À sa sortie, When Worlds Collide est bien accueilli par la presse spécialisée,.

## Style musical
Exhale s'inspire du groupe suédois Nasum. Leur style musical se caractérise par du grindcore et du death metal, mêlé à du punk hardcore.

## Membres

### Membres actuels
- Johan Ylenstrand  - guitare[1]
- Gustav « Gurra » Elowson - batterie[1]
- Johan Fogelberg - basse[1]
- Andreas Allenmark - guitare[1]
- Martin Brzezinski - chant (depuis 2011)[1]

### Anciens membres
- Viktor - guitare[1]
- Peter - chant[1]
- Karl - basse (2004)[1]
- Uffe - chant (2004-2006)[1]

## Discographie
- 2013 : When Worlds Collide